# Внутримагазинная аналитика
Внутримагазинная аналитика (in-store analytics) — это программно-аппаратный комплекс, осуществляющий анализ для предприятий ретейла. Данный термин распространен в США и обычно употребляется относительно систем видеоаналитики, предназначенных для изучения поведения покупателей в точках розничной торговли. Системы позволяют получать набор данных об активности посетителей магазинов, близкий (в некоторых случаях — превосходящий) к тому, который получает онлайн-коммерция.